# Башняк Роман Васильович
Рома́н Васи́льович Башня́к (14 квітня 1972 — 31 січня 2015) — капітан Збройних Сил України, учасник російсько-української війни.

## Життєпис
Народився 14 квітня 1972 року у селі Новофастів Погребищенського району Вінницької області. З 1979 по 1989 роки навчався у місцевій школі.
1989 року вступив до Казанського військового танкового училища. Протягом 1993—2001 років служив у лавах ЗСУ на посадах командира взводу — в Бердичеві, та заступника начальника штабу бригади, що дислокується у Білій Церкві. Після звільнення 2005 року у запас, працював на різних роботах і проживав у місті Біла Церква.
Мобілізований 31 липня 2014-го Липовецько-Погребищенським об'єднаним районним військовим комісаріатом Вінницької області, капітан, командир взводу 3-ї роти танкового батальйону, 30-та окрема механізована бригада.
26 січня 2015-го капітан Башняк із побратимами виходили із Дебальцевого у напрямі Артемівська, надійшов наказ повернутись на підмогу. На зворотньому шляху поступився в евакуаційній техніці місцем молодому чоловіку, у якого двійко малих дітей. При відході з Дебальцевого танкову групу весь час обстрілювали, прорвались тільки 3 одиниці техніки, в тому числі й Т-64, командиром якого був капітан Башняк, він зазнав контузії. Загинув 31 січня в бою поблизу селища Чорнухине. Тоді ж загинули механік-водій молодший сержант Олександр Лимарь та солдат-навідник Олександр Батурін.
Довгий час вважався зниклим безвісти. У травні родина Башняків отримала підтвердження ДНК-експертизи та з'ясувала, що Романа поховали з почестями 7 березня у Тячеві — як бійця Романа Козичка.
Перепохований 23 липня 2015 року в селі Новофастів.
Лишилися батьки, брат, дружина, донька 1996 р.н.

## Нагороди та вшанування
- Указом Президента України № 553/2015 від 22 вересня 2015 року, «за мужність, самовідданість і високий професіоналізм, виявлені у захисті державного суверенітету та територіальної цілісності України, вірність військовій присязі», нагороджений орденом Богдана Хмельницького III ступеня (посмертно)[1].
- Нагороджений медаллю «За жертовність і любов до України» (посмертно).
- 31 січня 2016 року в селі Новофастів Погребищенського району на фасаді будівлі загальноосвітньої школи (вулиця Садова, 14), де навчався Роман Башняк, йому відкрито меморіальну дошку.
- Вшановується в меморіальному комплексі «Зала пам'яті», в щоденному ранковому церемоніалі 31 січня[2][3].